# Tiasmices Nisabor
Tiasmices Nisabor (em persa médio: Čašmag ī Nēw-Šābuhr; em parta: Čašmag Nēw-Šābuhr; em grego clássico: Τιασμικ Νισαβωρ; romaniz.: Tiasmik Nisabor) foi dignitário persa do século III, ativo no reinado do xá Sapor I (r. 240–270). É conhecido apenas a partir da inscrição Feitos do Divino Sapor. Aparece na lista de dignitários da corte e está classificado na vigésima terceira posição dentre os 67 dignitários. "Nisabor", como é designado, é um título que significa "Bom é Sapor".